# کربوکسی‌پنی‌سیلین

کاربنی سیلین

تیکارسیلین

کربوکسی‌پنی‌سیلین (انگلیسی: Carboxypenicillin) گروهی از آنتی بیوتیک ها هستند که مانند همه آنتی بیوتیک های گروه پنی سیلین شامل یک حلقه بتا-لاکتام می باشند با این تفاوت که دارای شاخه های جانبی شامل کربوکسیلیک اسیدها یا کربوکسیلیک اسید استر ها هستند. این گروه شامل کاربنی سیلین و تیکارسیلین می باشد.